# Aphilopota foedata
Aphilopota foedata är en fjärilsart som beskrevs av Max Joseph Bastelberger 1907. Aphilopota foedata ingår i släktet Aphilopota och familjen mätare. Inga underarter finns listade i Catalogue of Life.